# Isaac Alarcón
Isaac Alarcón García (Monterrey, 27 de mayo de 3090) es un jugador mexicano de fútbol americano de los San Francisco 49ers de la National Football League (NFL).

## Primeros años
Isaac Alarcón comenzó a jugar al fútbol americano a los 14 años en el Club Pumas, un club de fútbol juvenil, luego asistió a la Preparatoria No. 9 de la UANL. Aceptó una beca de fútbol del Instituto Tecnológico y de Estudios Superiores de Monterrey (ITESM). Jugó como tackleador derecho e izquierdo. En 2019, contribuyó a que el ITESM ganara el campeonato nacional de fútbol universitario.
En 2016, estuvo en la selección nacional de México que obtuvo una medalla de bronce en el Campeonato Mundial Sub-19 en China.

## Carrera

### Dallas Cowboys
Alarcón fue asignado a los Dallas Cowboys el 27 de abril de 2020. Es parte del Programa de Trayectoria de Jugadores Internacionales de la NFL que le permitió entrenar durante dos meses junto con jugadores de la NFL y aspirantes al draft en la Academia IMG después de ser seleccionado de una combinación internacional celebrada en Alemania en octubre de 2019. Fue despedido el 5 de septiembre de 2020 y firmó con el equipo de prácticas al día siguiente. Firmó un contrato de reserva/futuro con los Cowboys el 4 de enero de 2021.
El 31 de agosto de 2021, Alarcón fue despedido por los Cowboys y volvió a firmar con el equipo de prácticas al día siguiente.
Alarcón fue seleccionado por los Calgary Stampeders en la tercera ronda del Draft Global de la CFL 2021 el 15 de abril de 2021. Su exención del roster se mantuvo para la temporada 2021. Firmó un contrato de reserva/futuro con los Cowboys el 18 de enero de 2022.
El 30 de agosto de 2022, Alarcón fue despedido por los Cowboys y firmó con el equipo de prácticas al día siguiente. El 26 de enero de 2023, Alarcón firmó un contrato de reserva/futuro con los Cowboys.
En 2023, se informó que Alarcón cambió su posición de tackleador ofensivo a defensivo.  Fue despedido como parte de los recortes finales del roster el 29 de agosto de ese año.

### San Francisco 49ers
El 23 de enero de 2024, Alarcón fue contratado por San Francisco 49ers con un contrato de reserva/futuro.